# Christian Andersen (poète)
Pour les articles homonymes, voir Christian Andersen et Andersen.
Christian Erwin Andersen, né le 21 janvier 1944 à Charleroi et mort le 19 décembre 2020, est un écrivain et poète belge d'expression française, de père d'origine danoise, André Maurits et de mère belge flamande, Yvonne Marie Dhuygelaere.

## Parcours
Dès 1960, à l'âge de 16 ans, il s'engage politiquement en soutenant les indépendantistes algériens (il a retrouvé récemment - septembre 2005 - l'ex-président algérien Ahmed Ben Bella, pour qui il travailla, à l'occasion d'une soirée au château de Monceau-sur-Sambre, Charleroi, Belgique) et en adhérant à la quatrième internationale trotskyste qui à cette époque vient de connaître une nouvelle scission sous l'impulsion de son bureau latino-américain dirigé alors par Juan Posadas, alias Homero Cristalli.
Andersen devient un des fondateurs de la section belge de la 4e internationale appelée Parti Ouvrier Révolutionnaire (Trotskyste - P.O.R (T)). Après avoir été, à 16 ans, secrétaire de la cellule de Monceau-sur-Sambre (Charleroi), il devient rapidement, sous le pseudonyme d'André, membre du bureau politique belge, membre suppléant du bureau européen, responsable du journal La Lutte Ouvrière (qui deviendra Lutte Ouvrière) et chargé de la sécurité de l'organisation pour la Belgique. Pendant ces années il participera très activement au soutien à l'organisation de guérilla guatémaltèque MR13 du Commandant Yon Sosa (qui sera assassiné par les Américains, comme l'autre leader Turcios Lima) ainsi qu'à la, formation des militants introduits clandestinement en Espagne pour combattre le franquisme. Il effectue de nombreuses missions en France et en Italie.
Après 1967 il évolue vers l'anarchisme et nourrit de vives sympathies pour la R.A.F. de Ulrike Meinhof.
Il interrompt sa scolarité à 17 ans et devient fonctionnaire au Ministère des travaux publics jusqu'en 2005.
Il découvre le Sahara algérien en 1969. C'est l'éblouissement : une passion commence qui durera jusqu'en 1995. Un accident grave lui interdit définitivement de recommencer ses équipées dans le désert. Andersen qui s'était découvert poète en 1973 avait abandonné l'écriture pendant 22 ans pour se livrer mieux à cette passion des sables. Il revient à l'écriture en 2004 avec : l’Adresse aux Chiens et Petite Histoire du Meurtre (poèmes préfacés par Marcel Moreau) et, en 2005, avec Poèmes aux enfants tristes du siècle innommable.
Il avait publié trois autres recueils auparavant : Terre Sang Feu (1976), Éléments pour un Sacrifice (prix Maurice Gauchez-Philippot 1977) et LIGATURES & CAILLOTS mécrits, préfacé par Werner Lambersy en 1982.
Entretemps, il s'est mis à la prose et a publié quelques essais : J'ai déserté mes haricots, L'exorcisme du Sable, La Norme Jubilatoire, La fonction poétique. Il se définit comme poète et voyageur, anarchiste individualiste et, depuis 2004, comme polémiste.
Dans les années 1970, à Charleroi, il avait fondé le "groupe yBy" qui publia la revue de poésie Filigrane.
En 2003 il crée Profana Bellica C.R.M. (coordination des résistances aux monothéismes) et lance la collection de poésie "rien qu'1 poème" avec la Bâloise Nicoletta Gossen.
C'est encore avec elle qu'en 2004 il crée le site internet bilingue, français-allemand, Verbalta poésie.

## Œuvres
- Éléments pour un sacrifice, poèmes, Chaillé-sous-les-Ormeaux, France, Éditions Louis Dubost, 1977, coll. « Le dé bleu », n°16. Prix Gauchez-Philippot.
- Ligatures et caillots "mécrits" et poèmes antérieurs, poèmes, Chaillé-sous-les-Ormeaux, France, Éditions Louis Dubost, coll. « Le dé bleu », 1982.
- Adresse aux chiens et petite histoire du meurtre, poèmes, Charleroi, Éd. Profana Bellica C.R.M., 2004.
- Poèmes aux enfants tristes du siècle innommable, Charleroi, Éd. Profana Bellica, 2006.
- 33 ritournelles des temps obscènes, poèmes, Charleroi, Éd. Profana Bellica C.R.M., 2007.